# Алексі Лайхо
Алексі Лайхо (повне ім'я Маркку Уула Алексі Лайхо, фін. Alexi Laiho, 8 квітня 1979 року — 29 грудня 2020, Гельсінкі) — фінський співак, композитор та гітарист. Найбільше відомий як вокаліст та гітарист гурту Children of Bodom, гітарист Sinergy та Kylähullut. Крім цих колективів, Лайхо був у складі Thy Serpent, Impaled Nazarene, Warmen, Hypocrisy та Bodom After Midnight, що був створений незадовго до його смерті. Журнал Guitar World включив його до списку 50 найшвидших гітаристів світу.

## Кар'єра
Лайхо почав грати на скрипці у віці семи років, а на гітарі — в 11. В цей час найбільший вплив на нього мав гурт Helloween, потім він зацікавився більш екстремальною музикою (переважно блек-металом). Його першою гітарою була "Tokai Stratocaster". 
У 1993 році, після участі в експериментальному гурті T.O.L.K. з друзями, Лайхо створив Children of Bodom разом з барабанщиком Яской Раатикайненом під назвою IneartheD. 
31 жовтня 1997 року, перед випуском свого дебютного альбому, Children of Bodom відіграли свій перший концерт у Гельсінкі на розігріві норвезького гурту Dimmu Borgir. Сіленоз, гітарист Dimmu Borgir, під час першого виступу Лайхо: «Ми чули з-за лаштунків, як виступає ця група. Ми думали: «Чорт, що це таке?» Це звучало як Інгві Мальмстін на великій швидкості. Ми вибігли і стояли з відкритими ротами». «На гітарі був цей проклятий звір», — додає тодішня клавішниця Dimmu Borgir Кімберлі Госс, яка згодом створила з Алексі в 1997 році пауер-метал-гурт Sinergy і в 2002 році вийшла за нього заміж. Лайхо записав три повноформатних альбоми з Sinergy. Невипущений четвертий альбом був записаний і запланований на вихід у 2005 році, але не був завершений через складний графік Лайхо у Children of Bodom. 
У 2004 році Лайхо заснував сайд-проєкт під назвою Kylähullut, який був зібраний разом з барабанщиком Тонмі Ліллманом (екс-Sinergy) і співачкою Весою Йокінен з фінської панк-групи Klamydia. Гурт створений лише для розваги музикантів. Їхня дискографія включає два EP та два повноформатних альбоми. 
15 грудня 2019 року Children of Bodom відіграли своє останнє шоу в у Гельсінкі під назвою «A Chapter Called Children of Bodom»; у листопаді було оголошено про розпуск гурту після більш ніж двох десятиліть разом. З юридичних причин Лайхо більше не зможе використовувати назву Children of Bodom.
У березні 2020 року Лайхо офіційно оголосив про свій новий гурт Bodom After Midnight, разом із колишнім гітаристом Children of Bodom Даніелем Фрейбергом, за участю барабанщика Валттері Вейрінена та басиста Мітя Тойвонена. 
Лайхо помер 29 грудня 2020 року через хворобу печінки в результаті багаторічного зловживання алкоголем, залишивши після себе кілька пісень, записаних з Bodom After Midnight, які були опубліковані посмертно.
Через кілька місяців Деніел Фрейберг сказав журналу Loudwire, що Bodom After Midnight не замінить Лайхо, а буде розпущений.